# Елгимяги
Е́лгимяги (нем. Jelgimeggi), также мы́за Я́льгимяэ (эст. Jälgimäe mõis) — рыцарская мыза в уезде Харьюмаа, Эстония. Находится на территории деревни Яльгимяэ. Согласно историческому административному делению мыза относилась к приходу Кейла. В годы Российской империи находилась на территории Эстляндской губернии и относилась к Кегельскому приходу.

## История мызы
Мызу Елгимяги отделили от соседней мызы Фридрихсгоф в 1656 году. Изначально она была скотоводческой мызой, после отделения получила статус рыцарской. В XVII столетии мыза принадлежала дворянским семействам фон Шаренберг (Scharenberg) и фон Шульман (Schulmann). В 1765 году мызу приобрёл Детлофф Иоганн фон Дерфельден (Detloff Johann von Derfelden). В 1796 году мыза перешла в руки собственника мызы Саку — графа Карла Фридриха фон Ребиндера (Karl Friedrich von Rehbinder, 1764−1841).
С 1821 года и до отчуждения в 1919 году мыза Яльгимяэ принадлежала дворянскому семейству фон Гленов (Glehn). Когда барон Николай фон Глен в 1886 году на возвышенности в Мустамяэ построил себе новое жилище (т.н. замок Глена), мыза Яльгимяэ фактически стала побочной мызой, которая более не выстраивалась в виде представительного комплекса, как того требовал статус самостоятельной мызы. Однако, юридически мыза Яльгимяэ всё же сохранила статус основной (рыцарской) мызы.
На военно-топографических картах Российской империи (1846–1863 годы), в состав которой входила Эстляндская губерния, мыза обозначена как Елгимяги.

## Мызный комплекс
Главное здание (господский дом) мызы представляет из себя простое деревянное строение и построено предположительно в конце 18-го столетия. В настоящее время оно используется как жилой дом и частично перестроено, в частности, окна сделаны шире первоначальных. Недалеко от главного здания, в маленьком мызном парке сохранилось несколько перестроенных хозяйственных построек.

## Памятная доска Николаю фон Глену
В декабре 2006 года на стене мызного здания была установлена памятная доска в честь Николая фон Глена — основателя города Нымме. Памятная доска была изготовлена по инициативе  некоммерческой организации «Дом любителей истории Нымме» и на пожертвования её членов. На памятной доске — текст на эстонском и немецком языках: Мыза Яльгимяэ. XVII в. Здесь 16 июля 1841 родился Николай фон Глен, основатель Нымме (эст. Jälgimäe mõis XVIII saj. Siin sündis 16. juulil 1841 Nikolai von Glehn, Nõmme rajaja).